# SuperNOWA
superNOWA (дословно рус. сверхНОВАЯ) или Niezależna Oficyna Wydawnicza NOWA (рус. Независимое книжное издательство) — польское издательство, основанное в 1977 году. В настоящее время специализируется на выпуске романов польских писателей научной фантастики и фэнтези.

## История
Во времена Польской Народной Республики издательство занималось изданием запрещённых цензурой произведений мировой литературы таких авторов как Джордж Оруэлл, Евгений Замятин, Александр Зиновьев, Тадеуш Конвицкий и Богумил Грабал.
В 1989 году издательство было легализовано. С 1992 года «superNOWA» сотрудничает с Анджеем Сапковским, чей совокупный тираж книг уже превысил 1 млн (2005 год).

## Награды
Издательство дважды отмечалось европейским конгрессом научной фантастики «Еврокон» как лучший издатель Европы.

## Наиболее известные писатели «superNOWA»
- Анджей Сапковский (пол. Andrzej Sapkowski)

В разное время в ней также публиковались, среди прочих:
- Анна Бжезинская — «Збуецкое шоссе», «Жмийова арфа»
- Эва Бялоленьская — Ткачиха иллюзий
- Яцек Дукай — Черные океаны, В стране неверных, Хаврас Выжрин
- Марек Орамус — Фестиваль смеха
- Марцин Пшибылек —  Gamedec. Граница реальности,  Gamedec. Дилеры локомотивов", «Gamedec. Маленькие игрушки. Мигает ,  Gamedec: Маленькие игрушки. Буря
- Яга Рыдзевска — Аталая. Воины», «Аталая». Звездное море", «Аталайя». Благородный завет
- Щепан Твардох — Закон волка, Штернберг
- Марцин Вольски — «Агент Ямы». Овертайм дьявола", «Агент горы». «Отродье дьявола», «Антибиас из дня 1001», «На краю сна», «Ночь беззакония и другие безумные сказки», «Пес в колодце», «Реконквист». , По свидетельству св. Малахия", «Странники пространства-времени».
- Рафал Земкевич — «Чертова судьба шарманщика», «Красные знамёна, размеренный шаг», «Вальс века»
- Пётр Патыкевич

Издательство также возобновило большую часть выпуска Януша Зайделя.

## Штаб-квартира
Штаб-квартира расположена в Варшаве с торговым офисом на улице Нововейская (пол. ulica Nowowiejska) 10/12.